# Kulabei
Kulabei est un village du Cameroun situé dans l’arrondissement de Batibo, dans le département de Momo et dans la Région du Nord-Ouest.

## Localisation
Le village d’Enyoh est localisé à 5° 47′ 41″ N et 9° 51′ 20″ E. Il se trouve à environ 37 km de distance de Bamenda, le chef-lieu de la Région du Nord-Ouest et à environ 282 km de distance de Yaoundé, la capitale du Cameroun.

## Population
Lors du recensement national en 2005, on y a dénombré 1 903 habitants.
En 2012, selon une étude locale, le village comptait 2 642 habitants, dont 1 296 hommes et 1 346 femmes.

## Éducation
Kulabei a trois écoles primaires et une école maternelle.

## Santé
Il y a un centre de santé dans le village. Depuis décembre 2016, il est équipé d'un système de panneaux solaires, capable d'alimenter la structure en électricité 24h sur 24.

## Réseau routier
Des routes rurales relient Kulabei aux villages de Angie, Ambo, Efah et Kuruku. 